# 薛江武
薛江武（1958年1月—），黑龙江双城人，汉族，1976年12月参加工作，1989年6月加入中国共产党，在职研究生学历，中南大学商学院管理科学与工程专业管理学博士学位，一级高级检察官。第十二届全国人民代表大会安徽地区代表。
毕业于华东政法学院法律专业。毕业后分配到江西省高级人民法院，历任书记员、助理审判员、副主任科员，审判员，研究室副主任，经济审判第一庭副庭长，办公室主任，经济审判第一庭庭长，副院长、党组成员，副院长、党组副书记。2010年1月，转任江西省人民检察院党组副书记，同年3月兼任副检察长。2013年1月任安徽省人民检察院党组书记、检察长。2013年3月，担任全国人大代表。2018年2月24日，当选为第十三届全国人大代表。